# 치쿠와

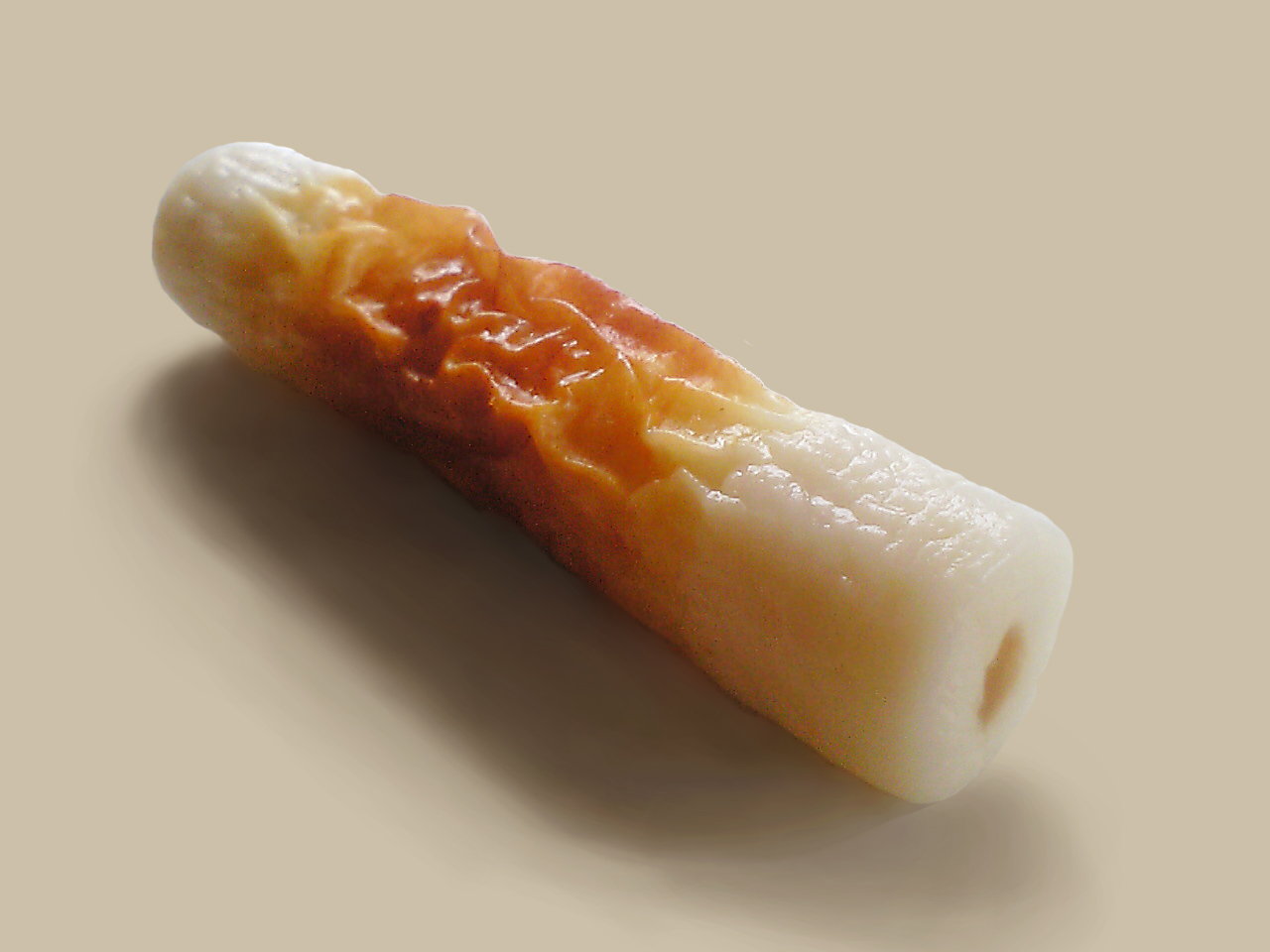
구운 치쿠와

치쿠와(竹輪 지쿠와[*]) 또는 죽륜(竹輪)은 어육을 다져 으깬 것을 대나무 등의 봉에 붙여서 굽거나 찐 어묵의 하나이다. 봉을 뽑아내면 가운데가 빈 통의 형상이 되어, 그 모습이 대나무의 동그란 모습에 닮아 있다하여 이 이름이 붙었다.

## 역사
치쿠와의 기원에 관해서는 야요이 시대, 또는 헤이안 시대로 보는 등 의견이 엇갈려 있어, 확실한 정설은 없지만, 무로마치 시대이래의 서적에 가마보코라는 이름으로 기록이 남아 있다. 에도 시대 이전에는 형상이 가마의 이삭과 닮았다고 하여, 가마보코라고 불렸지만, 후에 판 위에 으깬 것을 올려놓은 형상의 것(현대의 가마보코)이 출현하여, 통모양의 것은 그 구멍이 대나무의 동그란 모습에 닮아 있기 때문에, 치쿠와가마보코 또는 치쿠와라고 불리게 되었다고 추측된다. 에도시대까지는 고급 음식에 속했다.

## 제법과 종류
대구, 상어, 날치, 임연수어 등의 어육에 소금, 설탕, 녹말가루, 난분 등을 혼합하여 반죽하고, 죽제 및 금속제의 굵은 꼬챙이에 봉 모양으로 발라 구운 뒤 쪄낸다. 구운 것은 야키치쿠와라고 불리고, 찐 것은 무시치쿠와, 시라치쿠와 등으로 부른다. 현재 주류는 야키치쿠와로서, 거의 모든 경우, 기계에 의해서 자동적으로 구워낸다. 보존할 때는 냉동된 야키치쿠와는 냉동야키치쿠와라고 별도로 부르고, 냉동하지 않은 것은 생쿠와라고 구별해서 부른다. 지역에 따라서는 재료로 사용되는 물고기, 형태, 맛 등에 각각 독특한 차이가 있다.

## 기타
아이치현 도요하시시의 야키치쿠와는 전국에서 알아주는 명물이다. 또 시마네현의 야키치쿠와, 돗토리현의 두부 치쿠와, 히로시마현·오카야마현의 콩 치쿠와, 야마케게의 주먹밥 치쿠와 등도 지역 특산물로서 명성을 가지고 있다. 도쿠시마현도 치쿠와로 세계에서 알려진 곳으로 도쿠시마 코마츠항에 면한 국철 코마츠 선 코마츠역에서는 전에 치쿠와 장수가 풍물이었다고 한다(이 노선은 1985년 3월 14일 폐선되었음).
‘치쿠와’의 일본어 한자 표기는 竹輪 외에 물고기 어변에 ◎가 붙는 독특한 일본 국자가 있다. 이 글자는 10만자 버전의 금석문자경에 수록되어 있다.
오카야마 시청 직원인 스미토모 마사토는 치쿠와를 피리 같이 부는 치쿠와 피리의 명인으로서 TV 및 라디오에 출연한 일도 있었다.

## 같이 보기
- 어묵
- 오뎅